# Affare
Affare è una parola che nasce nel XVII secolo in Francia dall'espressione avoir à faire («avere a che fare»)  ha molti e diversi tra loro significati, soprattutto in campo economico; in tale ultimo caso si usa anche, come sinonimo di impresa, il termine inglese business (IPA: /ˈbɪznəs/, letteralmente "affari").

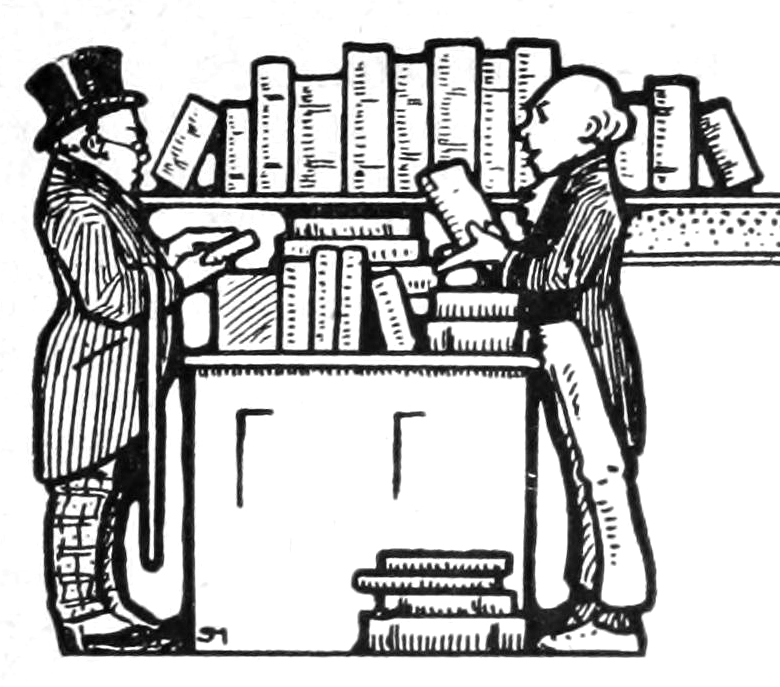
Illustrazione di una compravendita, sulla rivista Bookseller & Stationer (1919)

## Descrizione
Il significato principale si sviluppa nel campo economico dove sta ad indicare un'operazione che si presenti o si concluda in modo vantaggioso, o meno, per uno, o più partecipanti alla transazione (detta appunto «transazione d'affari») Chi è impegnato in generiche attività economiche viene designato come «uomo d'affari» e nello stesso settore di attività compare la figura del «procacciatore d'affari».
Nei mezzi di comunicazione si è diffusa l'espressione «comitato d'affari», per significare un centro d'affari, nascosto ed illegale, che può comprendere politici, magistrati, professionisti, imprenditori e funzionari della pubblica amministrazione i quali, mettendo in atto vari reati, quali abuso d'ufficio, corruzione in atti pubblici, associazione per delinquere e truffa aggravata, gestiscono grandi operazioni economiche allo scopo di soddisfare interessi personali e di gruppi a scapito della collettività. 
Particolarmente nella lingua inglese il significato economico di affare è tradotto con il termine business mentre la parola affair sta ad indicare un evento scandaloso di natura amorosa o sessuale. Nella lingua tedesca il termine Affäre mantiene il significato originale dell'etimologia francese ed anche quello della lingua inglese. In italiano un significato simile si può riscontrare nell'espressione affari di cuore.
Affare sta ad indicare genericamente un impegno, un compito da svolgere da parte di un privato (ad es. «sbrigare un affare») o da organi  pubblici (affare di stato o affari pubblici) o le particolari competenze, nell'ambito o fuori dei confini nazionali, che sono indicate come proprie di un Ministero dell'interno o degli affari esteri.
L'espressione invece «affari di famiglia» sottintende la riservatezza di particolari aspetti della vicende di una famiglia.

## Utilizzo informale
Ancora più genericamente il vocabolo significa una cosa, un oggetto indefinito, ad es.« A che serve quest'affare?» mentre quando ci si trova di fronte a una difficoltà si usa l'espressione: «È un brutto affare.» 
Il termine può significare anche qualcosa che si vuole mantenere segreta o personale, per es. «È affar mio.» Uso frequente del termine lo si ritrova quando si vuole indicare una vicenda politica o giudiziaria di vasta risonanza nell'opinione pubblica; in questo caso coincide con la parola scandalo. Per es. «affare Dreyfus».
Un comportamento egoistico e asociale si designa come «farsi gli affari propri».